# Angelica Moser
Pour les articles homonymes, voir Moser.
Angelica Moser (née le 9 octobre 1997 à Plano aux États-Unis) est une athlète suisse, spécialiste du saut à la perche. Elle est championne olympique de la jeunesse (2014), championne d'Europe (2015) et du monde junior (2016), championne d'Europe espoirs (2017 et 2019) et championne d'Europe senior (2021 et 2024).

## Carrière
En août 2014, Angelica Moser devient championne olympique à l'occasion des Jeux olympiques de la jeunesse de Nankin avec un nouveau record personnel à 4,36 m.
Avec un record personnel fixé à 4,41 m en juin 2015 à Bâle, elle remporte le titre de championne d'Europe junior à Eskilstuna.
En 2016, la Suissesse se classe 7e des Championnats d'Europe d'Amsterdam avec un saut à 4,45 m puis franchit une barre à 4,55 m la semaine suivante pour remporter le titre de championne du monde junior à Bydgoszcz.
Le 1er août, elle porte son record personnel à 4,57 m. Elle détient par ailleurs les records de Suisse cadets (4,36 m), junior (4,57 m).
Le 2 juillet 2017, elle porte son record à 4,60 m. Le 15, elle remporte le titre des Championnats d'Europe espoirs de Bydgoszcz avec un saut à 4,55 m. À 19 ans, la Suissesse a remporté tous les titres en carrière jeune, à l'exception des championnats du monde jeunesse auxquels elle n'a pas participé. Le 22, elle devient championne de Suisse avec un nouveau record personnel à 4,61 m.
Elle remporte les championnats d'Europe 2024 à Rome en égalant le record de Suisse en sautant 4,78 m.
Le 12 juillet 2024, au Meeting Herculis de Monaco, elle bat par deux fois le record de Suisse avec 4,83 m puis 4,88 m, et devient la sixième meilleure performeuse européenne de l'histoire.

## Palmarès
| Date | Compétition                          | Lieu       | Résultat | Marque |
| ---- | ------------------------------------ | ---------- | -------- | ------ |
| 2014 | Festival olymp. de la jeunesse euro. | Bakou      | 1re      | 4,07 m |
| 2014 | Jeux olympiques de la jeunesse       | Nankin     | 1re      | 4,36 m |
| 2015 | Championnats d'Europe juniors        | Eskilstuna | 1re      | 4,35 m |
| 2016 | Championnats d'Europe                | Amsterdam  | 7e       | 4,45 m |
| 2016 | Championnats du monde juniors        | Bydgoszcz  | 1re      | 4,55 m |
| 2017 | Championnats d'Europe en salle       | Belgrade   | 11e      | 4,40 m |
| 2017 | Championnats d'Europe espoirs        | Bydgoszcz  | 1re      | 4,55 m |
| 2019 | Championnats d'Europe en salle       | Glasgow    | 4e       | 4,65 m |
| 2019 | Championnats d'Europe espoirs        | Gävle      | 1re      | 4,56 m |
| 2019 | Championnats d'Europe par équipes    | Bydgoszcz  | 7e       | 4,36 m |
| 2019 | Championnats du monde                | Doha       | 13e      | 4,50 m |
| 2021 | Championnats d'Europe en salle       | Toruń      | 1re      | 4,75 m |
| 2022 | Championnats du monde en salle       | Belgrade   | 4e       | 4,60 m |
| 2022 | Championnats du monde                | Eugene     | 8e       | 4,60 m |
| 2022 | Championnats d'Europe                | Munich     | 4e       | 4,55 m |
| 2023 | Jeux européens                       | Chorzów    | 3e       | 4,60 m |
| 2023 | Championnats du monde                | Budapest   | 5e       | 4,75 m |
| 2024 | Championnats du monde en salle       | Glasgow    | 4e       | 4,75 m |
| 2024 | Championnats d'Europe                | Rome       | 1re      | 4,78 m |
| 2024 | Jeux olympiques                      | Paris      | 4e       | 4,80 m |
| 2025 | Championnats d'Europe en salle       | Apeldoorn  | 1re      | 4,80 m |
| 2025 | Championnats du monde en salle       | Nankin     | 3e       | 4,70 m |

## Records
| Épreuve          | Épreuve   | Marque      | Lieu      | Date            |
| ---------------- | --------- | ----------- | --------- | --------------- |
| Saut à la perche | Plein air | 4,88 m (NR) | Monaco    | 12 juillet 2024 |
| Saut à la perche | En salle  | 4,80 m (NR) | Apeldoorn | 8 mars 2025     |